# Gero Gandert
Gero Gandert (* 13. Juni 1929 in Görlitz; † 29. August 2019 in Berlin) war  ein deutscher Filmwissenschaftler. Sein Spezialgebiet war die Erforschung der Filmgeschichte seit ihren Anfängen und vor allem das Aufspüren und der Erwerb von Sammlungen über die Exilgeschichte des deutschen Films.

## Werdegang

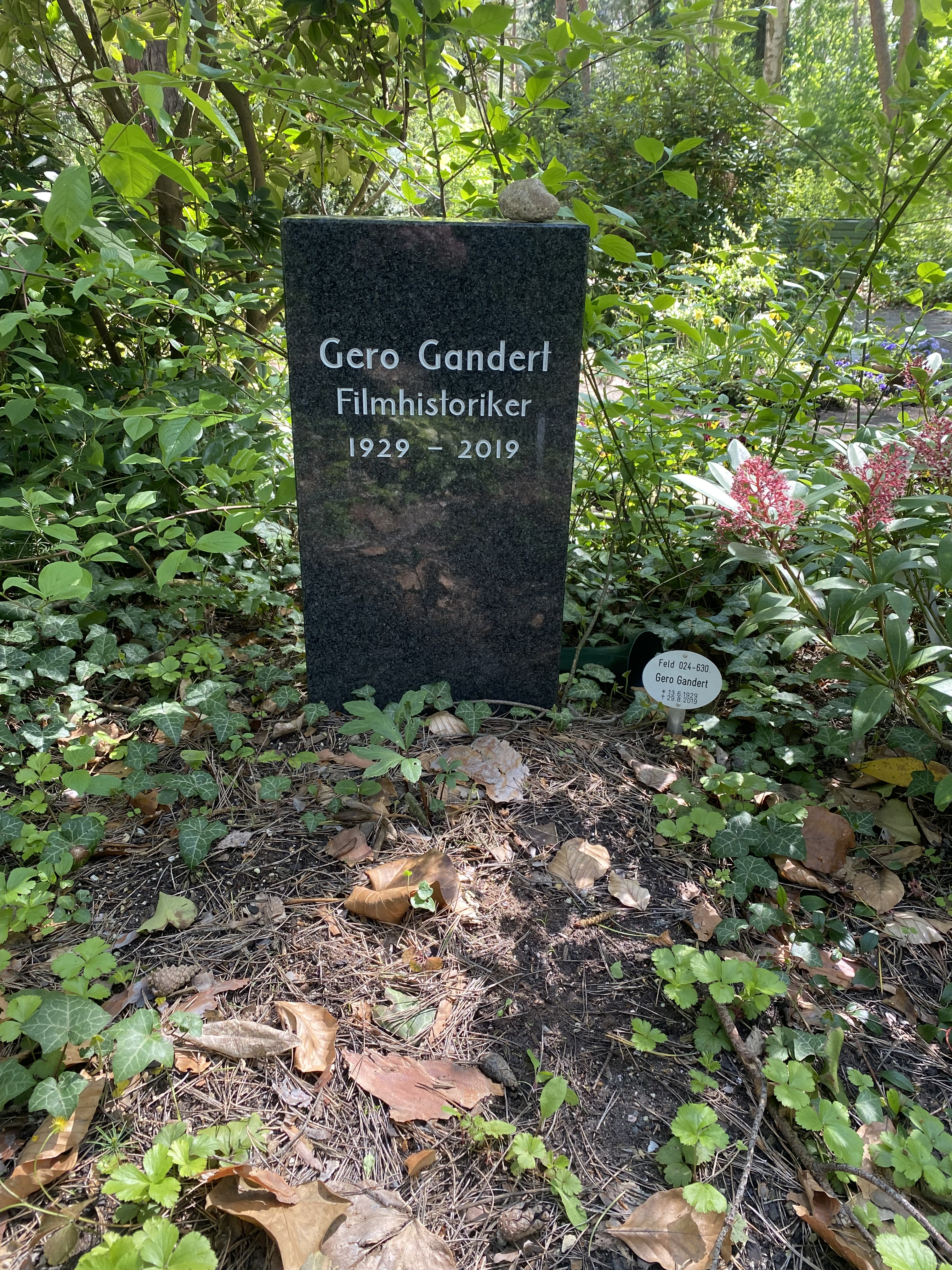
Grabstätte auf dem Waldfriedhof Zehlendorf

Nach dem Abitur 1948 in Oldenburg begann er erste Filmkritiken zu verfassen. Er studierte Zeitungs- und Theaterwissenschaft sowie Geschichte in München und übersiedelte 1952 nach Berlin. 1957 übernahm er die Programmgestaltung in der Filmbühne am Steinplatz. Wegen seiner kritischen Auseinandersetzung mit der Kulturpolitik und dem Filmwesen in der DDR wurde er 1958 auf der Rückfahrt vom Karlsbader Filmfestival in der DDR verhaftet. Von 1958 bis 1961 saß er wegen „schwerer staatsgefährdender Hetze und Propaganda“ in Haft. 1963 war er Mitbegründer des Vereins „Freunde der Deutschen Kinemathek“, aus dem das Kino Arsenal hervorging, sowie des Internationalen Forums des Jungen Films der Berlinale. Ab 1964 war er freier Mitarbeiter, ab 1972 fest angestellter Kustos in der Deutschen Kinemathek.
Gemeinsam mit Ulrich Gregor veröffentlichte er 1963 ein Protokoll des Films M – Eine Stadt sucht einen Mörder von Fritz Lang. 1993 erschien die Anthologie Der Film der Weimarer Republik 1929. Ein Handbuch der zeitgenössischen Kritik.
Die Grabstätte Gero Ganderts befindet sich auf dem Waldfriedhof Zehlendorf (Feld 024-630).

## Ehrungen
- 1992: Verdienstkreuz am Bande der Bundesrepublik Deutschland
- 2007: Reinhold Schünzel-Preis
- 2011: Verdienstkreuz 1. Klasse der Bundesrepublik Deutschland